# Por ti amor
'Por Ti Amor es el nombre de un álbum de estudio del la cantante venezolana Diveana. Fue producido en Venezuela por Luis Alva. Fue lanzado al mercado por Latina el 11 de agosto de 1990. Algunos de los sencillos que se promocionaron de éste disco fueron: "Por Ti Amor", "Pícaro" y, "Tu Ojos" fueron algunas canciones de este disco que mejor calaron a nivel de radio.

## Canciones
1. Por Ti Amor
2. Lo Que Siento Contigo
3. Lo Que Yo Se
4. Por Ti AmorLive
5. Diveana
6. Tus Ojos
7. Ay Amor
8. Boca Loca
9. Pícaro
10. PícaroRemix

## Bonus Tack
1. Lo Que Yo SeAcuistico
2. PícaroAcuistico
3. Tus OjosAcuistico
4. Ay AmorLive
5. Por Ti AmorLive

## Remix
1. DiveanaRemix
2. Boca LocaRemix
3. DimeRemix

## Premios
1. Mejor Álbum
2. Mejor Canción

- Datos: Q25408131